# Ricky Martin
Enrique Martín Morales (n. 24 decembrie 1971, San Juan, Puerto Rico), cunoscut după numele de scenă Ricky Martin, este un cântăreț latino-pop, actor și activist umanitar portorican, laureat al premiilor Grammy și Latin Grammy. A devenit cunoscut în anii '80 ca membru al trupei latino de băieți Menudo, apoi ca artist solo, din 1991.
Cariera lui se întinde de-a lungul a peste trei decenii, timp în care a vândut peste 55 de milioane de albume în întreaga lume.
La 29 martie 2010, pe site-ul său oficial, Ricky Martin recunoaște că este homosexual.

## Discografie

### Cu grupul Menudo
- Evolución (1984)
- Menudo (1985)
- Ayer Y Hoy (1985)
- A Festa Vai Começar (portugheză) (1985)
- Viva! Bravo! (italiană) (1986)
- Refrescante (1986)
- Menudo (portugheză) (1986)
- Can't Get Enough (1986)
- Somos Los Hijos del Rock (1987)
- In Action (engleză-tagalog) (1987)
- Sons of Rock (1988)
- Sombras Y Figuras (1988)

### Solo
- Ricky Martin (1991)
- Me Amarás (1993)
- A Medio Vivir (1995)
- Vuelve (1998)
- Ricky Martin (1999)
- Sound Loaded (2000)
- Almas del Silencio (2003)
- Life (2005)
- Música + Alma + Sexo (2011)
- A Quien Quiera Escuchar (2015)

## Filmografie
- 1985: The Love Boat (serial TV) - Ricky
- 1987: Por siempre amigos (serial TV) - Ricky
- 1991: Alcanzar una estrella II (serial TV) - Pablo Loredo
- 1992: Más que alcanzar una estrella - Enrique
- 1993: Getting By (serial TV) - Martin
- 1994: General Hospital (serial TV) - Miguel Morez (1994–95)
- 1996: Barefoot in Paradise (serial TV) - Sandoval
- 1997: Hercules - Hercules
- 2000: MADtv (serial TV) - el însuși
- 2006: Sos mi vida (serial TV)
- 2011: The Oprah Winfrey Show - invitat
- 2011: Susana Giménez - invitat
- 2011: American Dad! - el însuși
- 2012: Glee (serial TV) - David Martinez
- 2013: The Voice Australia - el însuși (antrenor)
- 2014: Dancing with the Stars (serial TV) - el însuși (jurat)
- 2014: The Voice Australia - el însuși (antrenor)
- 2014: La Voz... México - el însuși (antrenor)
- 2014: The Voice Arabia - el însuși (jurat invitat)
- 2014: Hombre con tecno-corazón - G.One

## Teatru
- Les Misérables (1996), Broadway - Marius
- Evita (2012), Broadway - Ché

## Turnee
- Ricky Martin Tour (1992)
- Me Amaras Tour (1993–1994)
- A Medio Vivir Tour (1995–1997)
- Vuelve World Tour (1998)
- Livin' la Vida Loca Tour (1999–2000)
- One Night Only with Ricky Martin (2005–2006)
- Black and White Tour (2007)
- Música + Alma + Sexo World Tour[17] (2011)
- 2013 Australian Tour (2013)
- One World Tour (Ricky Martin Tour) (2015)